# Friedrich Wilhelm Maier-Bode
Friedrich Wilhelm Maier-Bode (* 30. Mai 1900 in Augsburg; † 12. Dezember 1953 in Bonn) war ein deutscher Phytopathologe und Autor landwirtschaftlicher Fachbücher.

## Leben
Friedrich Wilhelm Maier-Bode, Sohn des Landwirtschaftslehrers Friederich Maier-Bode, studierte von 1918 bis 1921 Landwirtschaft in München-Weihenstephan und war dann als Landwirtschaftslehrer tätig, davon drei Jahre an der Ackerbauschule in Jena-Zwätzen. Von 1926 bis 1945 leitete er das Pflanzenschutz-Beratungs- und Verkaufsbüro der Bayer AG in Berlin. 1947 wurde er Ministerialrat bzw. Ministerialdirigent im Ministerium für Ernährung, Landwirtschaft und Forsten des Landes Nordrhein-Westfalen in Düsseldorf und 1950 Ministerialdirektor im Bundesministerium für Ernährung, Landwirtschaft und Forsten in Bonn. 1950 erhielt er einen Lehrauftrag für landwirtschaftliches Organisationswesen an der Universität Bonn. 1952 wurde ihm der Titel Honorarprofessor verliehen.
Aus seiner Forschung hervorzuheben ist seine 1948 veröffentlichte Studie Die drei Stufen der Düngung, eine historisch-kritische Darstellung über das Problem der Bodenfruchtbarkeit. Das von ihm 1950 begründete Taschenbuch des Pflanzenarztes zum Pflanzenschutz erschien bis 2006 in 54 jährlichen Ausgaben.

## Hauptwerke
- Taschenbuch der tierischen Schädlinge in Feld, Garten, Speicher, Haus, im Obstbau und im Weinberg. Verlag J. F. Schreiber, Esslingen 1924.
- Die Saatgutaufbereitung. Wissenschaftliche Verlagsgesellschaft, Stuttgart 1947.
- Die drei Stufen der Düngung. Ein Beitrag zur Frage der Erhaltung der Bodenfruchtbarkeit. Westdeutscher Verlag, Opladen 1948 = Agrarwissenschaft und Agrarpolitik Band 3.
- Taschenbuch des Pflanzenarztes zum leichteren Erkennen pflanzlicher und tierischer Schädlinge mit Richtlinien für praktische durchführbare Bekämpfungsmaßnahmen. Landwirtschaftsverlag, Hiltrup 1950. – 54. neubearb. Aufl. ebd. 2006.
- Der praktische Pflanzenarzt. 2 Bände, Verlag Kommentator, Frankfurt/Main 1951.
- Das Buch des Bauern. Ein Ratgeber für alle, die auf dem Bauernhof arbeiten und ihn betreuen (unter Mitwirkung von Kurt Petrich). Landwirtschaftsverlag, Hiltrup 1953; 4. neubearb. und erw. Aufl. ebd. 1959.